# Tôň
Tôň (Hongaars:Tany) is een Slowaakse gemeente in de regio Nitra, en maakt deel uit van het district Komárno.
Tôň telt 833 inwoners.